# Hugo Galeano
Hugo Alberto Galeano (Medellín, 26 augustus 1964) is een voormalig profvoetballer uit Colombia. Hij speelde als defensieve middenvelder gedurende zijn carrière, en kwam uit voor onder meer Deportes Quindio, Millonarios en Atlético Junior.

## Interlandcarrière
Galeano speelde in totaal veertien officiële interlands voor Colombia in de periode 1991-1997. Onder leiding van bondscoach Luis Augusto García maakte hij zijn debuut op 3 februari 1991 in de oefenwedstrijd tegen Zwitserland (3-2) in Miami. Hij verving Wilson Pérez in dat duel na 66 minuten.
| Interlands van Hugo Galeano | Interlands van Hugo Galeano | Interlands van Hugo Galeano | Interlands van Hugo Galeano | Interlands van Hugo Galeano | Interlands van Hugo Galeano |
| №                           | Datum                       | Wedstrijd                   | Uitslag                     | Competitie                  | Goals                       |
| --------------------------- | --------------------------- | --------------------------- | --------------------------- | --------------------------- | --------------------------- |
| 1                           | 3 februari 1991             | Zwitserland – Colombia      | 3 – 2                       | Vriendschappelijk           | 0                           |
| 2                           | 1 september 1996            | Colombia – Chili            | 4 – 1                       | WK-kwalificatie             | 0                           |
| 3                           | 9 oktober 1996              | Ecuador – Colombia          | 0 – 1                       | WK-kwalificatie             | 0                           |
| 4                           | 1 november 1996             | Colombia – Honduras         | 2 – 1                       | Vriendschappelijk           | 0                           |
| 5                           | 10 november 1996            | Bolivia – Colombia          | 2 – 2                       | WK-kwalificatie             | 0                           |
| 6                           | 8 februari 1997             | Colombia – Slowakije        | 1 – 0                       | Vriendschappelijk           | 0                           |
| 7                           | 12 februari 1997            | Colombia – Argentinië       | 0 – 1                       | WK-kwalificatie             | 0                           |
| 8                           | 2 april 1997                | Paraguay – Colombia         | 2 – 0                       | WK-kwalificatie             | 0                           |
| 9                           | 30 april 1997               | Colombia – Peru             | 0 – 1                       | WK-kwalificatie             | 0                           |
| 10                          | 5 juli 1997                 | Chili – Colombia            | 4 – 1                       | WK-kwalificatie             | 0                           |
| 11                          | 6 augustus 1997             | Jamaica – Colombia          | 1 – 0                       | Vriendschappelijk           | 0                           |
| 12                          | 20 augustus 1997            | Colombia – Bolivia          | 3 – 0                       | WK-kwalificatie             | 0                           |
| 13                          | 24 augustus 1997            | Peru – Colombia             | 2 – 1                       | Vriendschappelijk           | 0                           |
| 14                          | 10 september 1997           | Colombia – Venezuela        | 1 – 0                       | WK-kwalificatie             | 0                           |

## Erelijst
Millonarios
- Copa Mustang

1987, 1988
 Atlético Junior
- Copa Mustang

1995